# Giuseppe Caputi
Giuseppe Caputi (Ruvo di Puglia, 1803 – Ruvo di Puglia, 1875) è stato un arcidiacono, archeologo, collezionista e nobile ruvese a cui si deve la raccolta Caputi.

## Biografia
Nato da Francesco e Filippa Patroni Griffi, proveniva da una famiglia nobile di origine napoletana, dopo la laurea in teologia presso l'Università degli studi di Napoli, durante il decennio di dominazione francese fu nominato arcidiacono dal cardinale Giuseppe Firrao, e nel 1840 ricoprì l'incarico di commissario cittadino e di deputato dei regi scavi di Ruvo. Insieme ai nipoti e ai fratelli fece parte della loggia massonica Grande Oriente di Napoli. Intorno al 1830 rinvenne presso i suoi terreni situati in località arena una collezione di vasi attici composta da circa 522 reperti che insieme al nipote Francesco Caputi Jambrenghi collocò nell'omonimo Palazzo Caputi.